# Холт, Раш
Раш Дью Холт-младший (Rush Dew Holt Jr., род. 15 октября 1948 года) – американский учёный и политик. Был конгрессменом от 12-го округа Нью-Джерси с 1999 по 2015 год. Является членом Демократической партии и сыном бывшего сенатора США от Западной Виргинии Раша Д. Холта-старшего. Работал профессором политологии и физики. Во время своего пребывания в Конгрессе был одним из двух физиков-конгрессменов и единственным квакером.
Раш Холт был кандидатом от Демократической партии в Сенат США на специальных довыборах в 2013 году. Эти выборы были организованы, чтобы заполнить место, освободившееся после смерти 3 июня 2013 года сенатора Фрэнка Лаутенберга. Однако Холт проиграл мэру Ньюарка Кори Букеру.18 февраля 2014 года Раш Холт объявил, что не будет избираться вновь в 2014 году.
По состоянию на февраль 2015 года Холт являлся главным исполнительным директором Американской ассоциации содействия развитию науки (AAAS) и исполнительным издателем линейки журналов «Science».

## Юность. Образование
Холт родился в Вестоне, Западная Виргиния, в семье Раша Холта-ст. (1905-1955), который был сенатором Соединённых Штатов от Западной Виргинии (1935-1941). Его мать Хелен Луиза Фролих Холт (1913-2015) была первой женщиной, занявшей должность государственного секретаря Западной Виргинии (1957-1959). Холт-старший был самым молодым человеком, когда-либо избранным в Сенат США. Ему тогда было 29 лет. Он скончался от рака, когда Рашу было шесть лет.
Холт окончил школу Лэндона в Бетесде, штат Мэриленд, в 1966 году, а затем в 1970 году со степенью бакалавра физики выпустился из Карлтон-колледжа, где состоял в студенческом обществе Phi Beta Kappa. Впоследствии, в 1981 году, он также получил степень магистра и доктора философии в Нью-Йоркском университете. Тема его докторской диссертации: «Линии поглощения кальция и солнечная активность: системная программа наблюдений».

## Академическая карьера
Раш Холт был преподавателем в Свортморском колледже с 1980 по 1988 год, где он вёл курсы физики, государственной политики и религии. В это время он также работал научным сотрудником Конгресса США, помогая конгрессмену Бобу Эдгару из Пенсильвании. С 1987 по 1989 год Холт возглавлял Ядерный научный отдел Управления стратегических сил при Государственном департаменте США. Холт был помощником директора Лаборатории плазменной физики в Принстонском университете, крупнейшем научно-исследовательском подразделении университета и крупнейшем центре исследований в области энергетики в Нью-Джерси.
Автор нескольких научных публикаций и патентов.

## Палата представителей США (1999-2015 годы)

### Выборы
1996
Холт впервые баллотировался в Конгресс в 1996 году в 12-м округе Нью-Джерси после того, как действующий республиканский конгрессмен Дик Циммер решил избираться в Сенат. 4 июня 1996 года Холт проиграл праймериз демократической партии, получив 24% голосов и заняв последнее место из трех. Победу одержал мэр Ламбертвилля Дэвид Дельвеккио с 45% голосов, а Карл Майер занял второе место с 31% голосов. Холт получил наибольшее количество голосов в округе Мерсер, однако, проиграл в четырёх оставшихся Дельвеккио и Майеру: Дельвеккио выиграл в Монмуте, Хантердоне и Сомерсете, а Майер выиграл в графстве Миддлсекс. Дельвеккио в дальнейшем потерпел поражение на основных выборах, уступив республиканцу Майклу Паппасу.
1998
В 1998 году Раш Холт решил баллотироваться снова. 2 июня 1998 года Холт занял первое место в праймериз Демократической партии, победив Карла Майера, набрав 64% против 36%. Холт бросил вызов конгрессмену Майклу Паппасу, уже имевшему за плечами один срок в Конгрессе. Кампания действующего конгрессмена провалилась после того, как он прочитал стихотворение, наложенное на мелодию «Twinkle, Twinkle, Little Star», обращаясь таким образом к Кеннету Старру в Палате представителей. Холт победил Паппаса, обойдя его на 4 процента, набрав 51% против 47% и став первым демократом за два десятилетия в этом район. Холт выиграл в Мерсере (61%) и Миддлсексе (60%), проиграв в Монмуте (48%), Хантердоне (37%) и Сомерсете (40%).
2000
На выборах 2000 года Холту противостоял бывший конгрессмен от республиканцев Дик Циммер. Предыдущая победа Холта воспринималась республиканцами как случайность, и новая гонка привлекла достаточно много спонсоров и рекламодателей. Выборы были совершенно непредсказуемыми, и явного перевеса не наблюдалось вплоть до дня голосования. Циммер был впереди в ночь выборов, но уже на следующий день Холт опережал его. Через десять дней после выборов Холт объявил себя победителем с перевесом в 481 голос. Циммер оспорил результаты, но потом признал поражение, увидев, что пересчёт идёт не в его пользу. Раш Холт в конечном итоге выиграл выборы с перевесом в 651 голос: 146162 голоса было отдано за Холта (48,730%) по сравнению с 145511 голосами за Циммера (48,513%), что сделало эти выборы единственными, на которых Холт не получил абсолютного большинства голосов. Холт выиграл в Мерсере (61%) и Миддлсексе (56%), проиграв в Монмуте (48%), Хантердоне (35%) и Сомерсете (37%).
2002
После перераспределения границ район Холта стал гораздо более безопасным политически, частично вместив в себя большую часть Трентона. В то время Холт столкнулся с довольно хорошо финансируемой кампанией государственного секретаря штата Нью-Джерси республиканца Бастера Сорайса. Холт победил, набрав 61% против 38%. Он выиграл все пять округов: Мерсер (68%), Миддлсекс (63%), Сомерсет (54%), Хантердон (54%) и Монмут (52%).
2004
Холт переизбрался на четвёртый срок, победив республиканца Билла Спейда (59% против 40%). Он выиграл в четырёх из пяти округов: в Мерсере (72%), Сомерсете (62%), Миддлсексе (59%) и Хантердоне (52%), проиграв в Монмуте (48%).
2006
Раш Холт переизбрался на пятый срок, победив бывшего председателя совета города Хельметта, штат Нью-Джерси, Джозефа Синагра, набрав 66% против 34%, выиграв во всех пяти округах: Мерсер (77%), Сомерсет (67%), Миддлсекс (65%), Хантердон (61%) и Монмут (56%).
2008
Холт переизбрался на шестой срок, победив заместителя мэра города Холмдейл, штат Нью-Джерси, Алана Бейтмана, набрав 63% против 35%. Он выиграл все пять округов: Мерсер (77%), Сомерсет (66%), Миддлсекс (64%), Хантердон (55%) и Монмут (50%).
2010
Холт привлёк 2229432 долл. США в избирательном цикле 2010 года, потратив 1891463 долл. США. (72% от индивидуальных пожертвований и 26% от пожертвований комитета, созданного в его поддержку). Бывший работодатель Холта, Принстонский университет, был его крупнейшим спонсором, давшим 56863 доллара. Оппонент Холта Скотт Сиппрелл собрал 1541776 долл. и потратил 1327946 долл. Причём 65% от этих денег приходилось на его личные средства. Независимый кандидат Кеннет Коди отказался принимать какие-либо пожертвования. Холт выиграл переизбрание на седьмой срок, победив Сиппрелла и набрав 53% против 46%. Он победил в трёх из пяти округов: Мерсере (70%), Сомерсете (60%) и Миддлсексе (52%), проиграв в Хантердоне (43%) и Монмуте (38%).
2012
После перераспределения границ в 2011 году 12-й округ стал значительно более демократическим. Все традиционные республиканские участки в округах Хантердон и Монмут были выведены за его пределы, в то время как демократические районы прилегающих городов Плейнфилд, Скотч-Плейнс, Фэнвуд, Мидлсекс, Дюнеллен, Баунд-Брук, Саут-Баунд-Брук, Мэнвилл, Ист-Виндзор Тауншип и Хейстаун были добавлены. Кроме того, к 12-му округу были также присоединены части Трентона, Франклина и Олд-Бридж, которые ранее находились в 4-м и 6-м округах. Остались только четыре прежних округа: Мерсер, Сомерсет, Мидлсекс и теперь уже Юнион.
Раш Холт переизбрался на 8-й срок, победив бизнесмена-республиканца Эрика Бека, получив 69% протиа 29%. Он выиграл все четыре округа: Мерсер (77%), Юнион (73%), Сомерсет (69%) и Миддлсекс (62%). 18 февраля 2014 года Раш Холт объявил, что не будет баллотироваться на переизбрание в Палату представителей в 2014 году.

### Пребывание в должности
Холт был вторым физиком-исследователем, который когда-либо становился членом Конгресса, и первым физиком, который был избран будучи демократом. До него такой статус имел только Верн Элерс (республиканец от Мичигана), а после получил Билл Фостер (демократ от Иллинойса). После выхода Элерса на пенсию и победы над Джуди Биггерт в 2012 году, Фостер в настоящее время является единственным учёным-физиком в Палате представителей США. Сторонники Холта выпускали зелёные стикеры с надписью «Мой конгрессмен – учёный-ракетостроитель!», отражающей его научный опыт.
Холт является одним из двух членов Конгресса, который участвовал в американском телевизионном шоу Jeopardy! (российский вариант – «Своя игра»), другой – сенатор Джон Маккейн из Аризоны. Холт, выиграл пять игр, о чем говорится на его официальном веб-сайте, а также в некоторых рекламных материалах. 28 февраля 2011 года Холт участвовал в нетелевизионном шоу Jeopardy!, сыграв с другими конгрессменами (Джимом Хаймсом, Нэн Хэйворс, Джаредом Полисом и Биллом Кэссиди) против компьютера IBM “Watson”. Холт победил компьютер со счётом 8600 против 6200 в однораундовом матче.

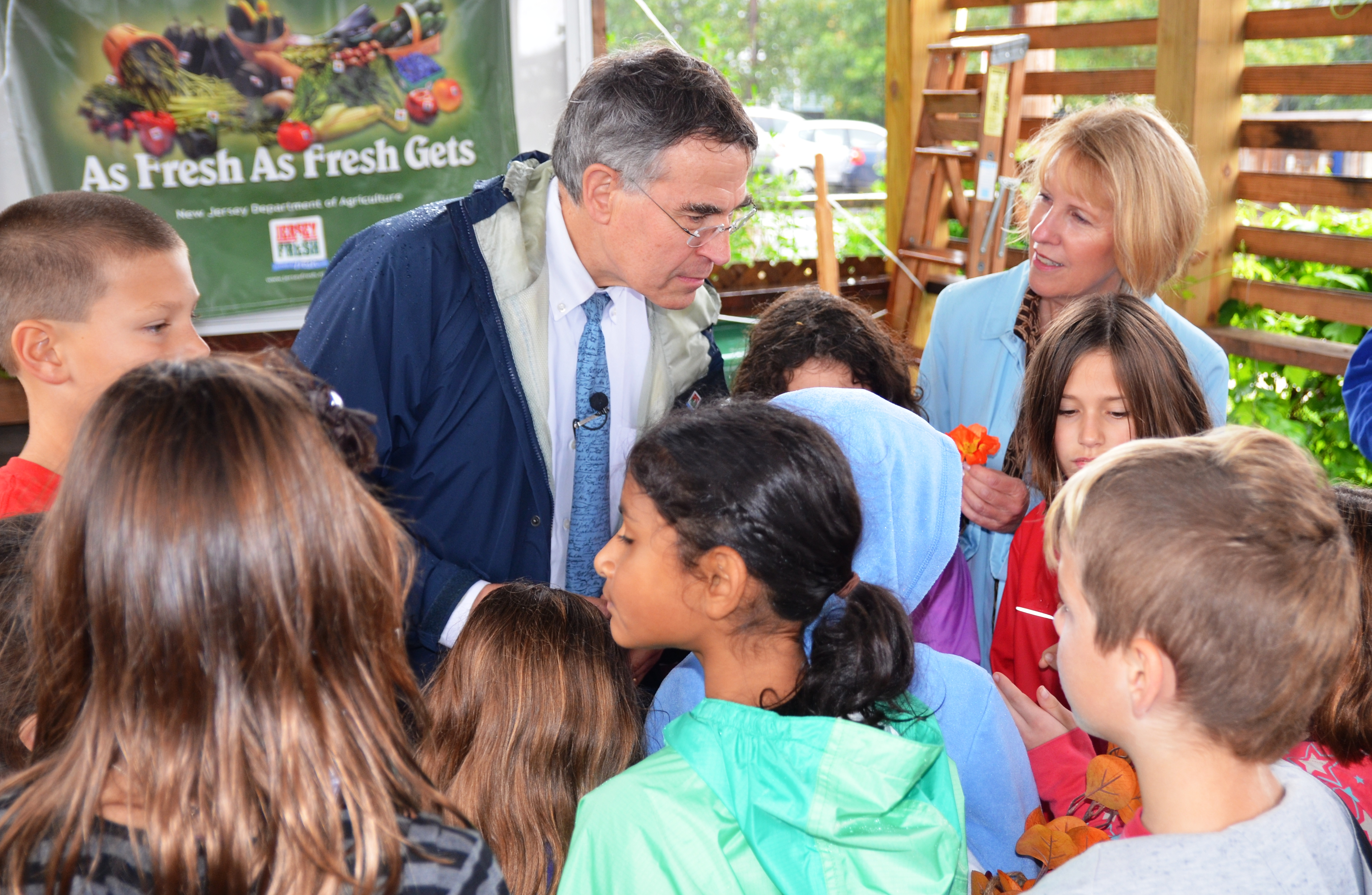
Раш Холт на детском мероприятии в своём округе.

Будучи конгрессменом, Холт поддерживал либеральные взгляды по нескольким основным вопросам и последовательно соответствующе голосовал. Например, он поддерживал право на аборт, выступал против приватизации институтов социального обеспечения и поддерживал инициативы в сфере здравоохранения. Его законодательные приоритеты включали вопросы о введении налоговых льгот для малых предприятий, расширении доступа к высшему образованию для семей среднего класса, поддержании институтов медицинской сферы и социального обеспечения, а также сохранении окружающей среды. 
В 2009 году National Journal назвал его одним из восьми наиболее либеральных членов Палаты представителей. Опросы различных групп населения подтверждали мнение о его сильных либеральных взглядах. С 2009 года его позиция на 100 процентов совпадает с интересами следующих обществ: Американской ассоциации общественного здравоохранения, Американцы демократической Америки и NARAL Pro-Choice America.
Раш Холт был членом Новой демократической коалиции и Прогрессивного собрания Конгресса. На 113-м собрании Конгресса он был сопредседателем Рабочей группы по энергетике в Новой демократической коалиции. Также он получил 100% баллов по оценке Drum Major Institute за работу в 2005 и 2007 годах над проблемами среднего класса.

### Окружающая среда
В качестве члена Комитета Палаты представителей по природным ресурсам Холт поддерживал законодательство по очистке окружающей среды и ограничению выбросов парниковых газов и содействовал разработке и использованию альтернативных источников энергии. В 2011 году он возобновил действие Закона о предотвращении крупных нефтяных аварий, в 2012 году выступил соавтором нового Закона о бурении, чтобы предотвратить новое бурение нефтяных скважин на внешнем континентальном шельфе, был соавтором Закона о сохранении океанов, повышению просвещения и национальной стратегии в отношении океанов в XXI веке. Основал Детский экологический форум для повышения осведомлённости об экологических проблемах, касающихся здоровья детей, и добился финансирования в целях сохранения открытых пространств и зон отдыха.
21 сентября 2012 года Холт проголосовал против Закона о предотвращении «войны за уголь». 30 июля 2010 года он проголосовал за Закон о внесении поправок в правила бурения в открытом море и других поправках в энергетической сфере, который в итоге был принят. 26 июня 2009 года Холт проголосовал за Закон о внесении поправок в области энергетического и экологического регулирования, который был принят с небольшой разницей в голосах (219 «за» и 212 «против»). Он также голосовал за принятие Закона о кредитовании проектов в области возобновляемой энергетики и других коммерческих и индивидуальных кредитах, чтобы повысить эффективность налоговых льгот в энергетической сфере, а также при индивидуальном и коммерческом кредитовании.
Холт поддерживал 100-процентный рейтинг от Лиги защитников окружающей среды с 1999 года, 100-процентный рейтинг от организации Environment America в 2008, 2009 и 2011 годах и 100-процентный рейтинг от Фонда защитников дикой природы с 2003 по 2008 год. 12 ноября 2012 года New Jersey Sierra Club присудил ему награду за выдающиеся достижения и усилия по охране окружающей среды.
В статье журнала Nature, выпущенного в сентябре 2012 г., рассказывалось о Холте и его редком для политика опыте работы в качестве научного сотрудника:
[Холт] считает, что иметь научное мышление важно даже тем представителям власти, которые никак не связаны с наукой … [Холт утверждает]: «Я больше заинтересован в том, как ученых обучают справляться с неопределенностью, разбираться с доказательствами и статистическими данными. Этих навыков не хватает политикам в политических дебатах». Например, когда речь заходит о глобальном потеплении, конгрессмен Холт говорит, что нам не нужно, чтобы люди в Конгрессе в деталях понимали, что такое атмосферное давление или оледенение. Нам просто нужно, чтобы они были открыты для идеи, что определенные доказательства могут опровергнуть то, что они считают истиной. Именно так, говорит он, мыслят ученые.

### Образование
Будучи сопредседателем Совета по исследованиям и развитию, членом Комитета Палаты представителей по образованию и труду, а также участвуя в Национальной комиссии по математике и науке в XXI веке, Холт работал над разработкой нескольких комплексных образовательных программ. Он помог написать Закон о сокращении расходов на высшее образование – крупнейший законопроект о расширении помощи для получения высшего образования со времён законопроекта о льготах военнослужащим 1944 года. Этот закон резко снизил процентные ставки по студенческим кредитам и включил в себя предложения Холта об оказании поддержки учителям математики, естественных наук и иностранных языков. Холт также помог установить «American Opportunity» – налоговые льготы для поддержки студентов колледжей с низким и средним уровнем дохода. Кроме того, Холт помог принять Закон о поддержке образования и медицины, который предоставляет штатам дополнительное финансирование для сокращения бюджетного дефицита и позволяет избегать сокращения количества учителей.
За значительную законодательную работу и поддержку всех образовательных инициатив и особенно за поддержку законов, направленных на укрепление национальной безопасности путём расширения и совершенствования возможностей для изучения иностранных языков, а также за содействие в повышении возможностей для использования иностранного языка в разведывательном сообществе США и во всем федеральном правительстве, Холт в 2005 году получил Премию за защиту иностранных языков от Северо-Восточной конференции по преподаванию иностранных языков.
28 мая 2010 года Холт проголосовал в поддержку в итоге принятого законопроекта о финансировании науки и технологий, который обеспечивал финансирование научно-технических исследований и разработок.
Бывший ранее помощником директора Отдела по исследованию плазменной физики Принстонского университета, Холт стремился содействовать развитию программы по развитию науки, технологий, инженерного дела и математики (STEM). Он успешно защитил программу по финансированию проектов Департамента математики и естественных наук. В результате его усилий он неоднократно, начиная с 2007 года, получал рейтинг «А» Национальной ассоциации образования, а также 100-процентный рейтинг одобрения Национальной ассоциации консультантов по приёму в вузы в 2006 и 2009-2011 годах.
22 января 2013 года Холт представил резолюцию, предлагающую объявить 12 февраля 2013 года (204-й день рождения Чарльза Дарвина), «Днём Дарвина», и признать таким образом «важность наук в улучшении человечества».

### Социальные вопросы
На своём веб-сайте Раш Холт заявил: «После прихода в Конгресс я боролся за справедливость в сфере здравоохранения, работал над повышением защиты жертв насилия в семье, а также жертв сексуального насилия, поддерживал равную оплату за равный труд и добивался гендерного равенства в школах». Будучи конгрессменом, он твёрдо верил в право женщин принимать решения о своём здоровье без вмешательства в этот вопрос со стороны государства и поддерживал решение по делу Роу против Уэйда.
Холт успешно выступал против тех законов, которые предотвратили бы возможность контролировать рождаемость, отменили бы финансирование «Раздела X» (национальной программы планирования семьи) и лишили бы федерального финансирования Программу планируемого родительства. Эта программа, а также Национальная ассоциация планирования семьи и репродуктивного здоровья последовательно ставили Холту 100-процентный балл в своём рейтинге, начиная с 1995 года, а NARAL Pro-Choice America оценивала деятельность Холта на 100 процентов, начиная с 1999 года.
Раш Холт также продвигал законопроект о фармацевтической помощи пожилым людям, расширивший доступ к лекарствам, который получали люди с низким доходом в рамках программ Медикэр и Медикейд. С помощью Закона о защите от неправомерных действий избирателей Холт попытался регулировать содержание списков приемлемости, удаляя из них соответствующие имена. В соответствии с Законом об использовании средств надзора в борьбе с терроризмом (JUSTICE) 2009, Холт расширил рамки возможных действий властей по борьбе против террористических угроз.

### Членство в комитетах
- Комитет по образованию и рабочей силе
  - Подкомитет по высшему образованию и подготовке кадров
  - Подкомитет по вопросам здравоохранения, занятости, труда и пенсий

- Комитет по природным ресурсам
  - Подкомитет по энергетическим и минеральным ресурсам (член рейтинга)
  - Подкомитет по государственным землям и регулированию окружающей среды

- Членство в обществах
  - Научно-исследовательское общество (основатель, сопредседатель)
  - Общество по сохранению истории (сопредседатель)
  - Общество по биомедицинским исследованиям (сопредседатель)
  - Устойчивая энергетическая и экологическая коалиция (заместитель председателя)
  - Общество изучения болезни Альцгеймера
  - Детский экологический форум
  - Общество изучения диабета
  - Международное совещание по сохранению окружающей среды
  - Совет по возобновляемым источникам энергии
  - Совет по устойчивому развитию
  - Общество искусств Конгресса

## Выборы в Сенат США 2013 года
6 июня 2013 года Раш Холт первым из демократов выдвинулся кандидатом на специальных довыборах, чтобы заполнить место в Сенате США, освобождённое после смерти Фрэнка Лотенберга. 13 августа 2013 года он проиграл праймериз Кори Букеру. Букер впоследствии был избран в Сенат в 2013 году и переизбран в 2014 году.

## Карьера после работы в Конгрессе
Когда заканчивался последний срок пребывания Холта в Конгрессе, Американская ассоциация содействия развитию науки (AAAS) объявила о том, что он станет её главным исполнительным директором и исполнительным издателем линейки журналов «Science», вместо Алана Лешнера. При вступлении на эти должности Холт высоко оценил миссию AAAS, сказав:
Содействие науке и вовлечение в нее общественности, а также продвижение науки в международных делах – это то, что я делал десятилетиями так или иначе.
Раш Холт также состоит в Консультативном совете журнала «Политика и управление в научной сфере». Уволился из AAAS в сентябре 2019 года.